# Claremont House
Claremont est un manoir de style palladien de la fin du XVIIIe siècle situé à environ un kilomètre au sud d'Esher, dans le Surrey, en Angleterre. Il est l'œuvre de l'architecte britannique Henry Holland. La demeure fut la dernière résidence du roi Louis-Philippe et de la reine Marie-Amélie, lors de leur exil après la révolution de 1848. Le domaine est alors la propriété du roi Léopold Ier de Belgique, gendre de l'ancien roi des Français, et fut par la suite celle du prince Léopold, duc d'Albany, fils cadet de la reine Victoria.